# Dubh
Dubh, Gaelisch: Dub mac Maíl Coluim (?, ? - Forres, 967), oudste zoon van Malcolm I, was koning van Alba. Hij volgde in 962 Indulf op.
Tijdens zijn regeerperiode was er veel onrust in Moray door de Vikingen.
Dubh werd bij Forres gedood door verraad in 967. Er wordt beweerd dat zijn zoon Kenneth III ter nagedachtenis Sueno's Stone plaatste op de plek waar hij zou zijn gedood.
Hij werd opgevolgd door Culen.
- Gemeinsame Normdatei: 1023110180
- Virtual International Authority File: 316482535
- WorldCat: E39PBJtMmfjYftTm8wgQxqfrMP